# Schwartz (Rapper)
Schwartz (* 11. Juli 1981 in Köln, bürgerlich Raphael Brinkmann) ist ein deutscher Rapper, Produzent, Lyriker und Schriftsteller.

## Biografie
Raphael Brinkmann wuchs in seiner Geburtsstadt Köln auf und zog später nach Düsseldorf. 2005 kam er mit dem Berliner Rapper Blokkmonsta in Kontakt, der ihn 2006 bei seinem Label Hirntot Records unter Vertrag nahm. Seit Ende 2007 zeichnet Brinkmann alias Schwartz als ausführender Co-Produzent für nahezu alle Tonträger des Labels mitverantwortlich. Seit 2009 lebt er in Berlin.

## Musik
Brinkmanns Musik ist größtenteils dem Horrorcore zuzuordnen. Er war im Laufe der Jahre an über 30 Veröffentlichungen beteiligt, davon 15 Soloprojekte.
In den frühen Jahren war sein musikalisches Schaffen, gemäß dem Underground-Charakter der Berliner-Rap-Szene der 00er Jahre, von Tabubrüchen und Grenzüberschreitungen geprägt. Neben Horrorcore experimentierte er auch mit Porno Rap und veröffentlichte u. a. mit Blokkmonsta Konzeptalben in Science-Fiction-Szenarien.
2016 erreichte er mit seinem Label mit dem Hirntot-Records-Sampler HT100 Platz 8 der deutschen Albumcharts.
Seine letzten musikalischen Veröffentlichungen sind wieder vermehrt dem Horrorcore zuzuordnen, mit deutlichem Hang zur Sozialkritik. Im Frühjahr 2025 erschien mit Metallschädel sein erstes Extreme-Metal-Album, auf dem u. a. Tamas und die Vocal Performance-Künstlerin Kinga Tóth vertreten sind.
In seiner Laufbahn arbeitete Schwartz bereits mit Frauenarzt, King Orgasmus, B-Tight, SXTN, Casper, Ruffiction, Alligatoah u.v.m zusammen; darüber hinaus gibt es Features mit US-Rappern wie Tim Dog, Kingpin Skinny Pimp und der Grindcore-Band GUT.

## Literarisches Schaffen
Ab 2011 trat Brinkmann auch schriftstellerisch in Erscheinung, hauptsächlich als Lyriker. Der Gedichtzyklus im blankvers eines leergefegten gangs aus seinem Debütgedichtband wurde auch in der Lyrikzeitschrift Floppy Myriapoda veröffentlicht.
Über seinen Gedichtband Vantablack schrieb Marcus Staiger: „Eine Abrechnung mit der Verlorenheit des Individuums in Zeiten der sozialen Netzwerk-Oberflächlichkeit.“ In seinem dritten Gedichtband Skorpionmond sind auch Texte von Gastautoren vertreten, darunter u. a. Charlotte Warsen. Die meisten seiner Bücher erscheinen im Ach Je Verlag von Jascha Urbach. Daneben veröffentlichte er im Selbstverlag auf Amazon KDP Kurzgeschichtenbände wie Die Chroniken des Amboss Oktagon.
Zusammen mit der Schriftstellerin Jess Tartas veröffentlichte Brinkmann im Dezember 2023 die Textsammlung Gewalt und Poesie. Ein literarischer Dialog im Frohmann Verlag, in dem sich das Autoren-Duo kritisch mit künstlerischer Gewaltdarstellung auseinandersetzt.

## Trivia
Wegen der gewaltverherrlichenden Rap-Texte mussten sich Schwartz und andere Mitglieder von Hirntot Records in den frühen Jahren ihres Schaffens mehrmals wegen Gewaltdarstellung vor Gericht verantworten. Für bundesweites Aufsehen sorgte der Prozess 2008, in welchem Blokkmonsta, Uzi und Schwartz vorgeworfen wurde, in ihrem Track Fick die BPJM die Bundestagsabgeordnete Monika Griefahn beleidigt und mit dem Tode bedroht zu haben; das Verfahren endete für Brinkmann mit einer Geldstrafe. Im Laufe der Jahre folgten weitere Hausdurchsuchungen und Prozesse, u. a. wegen Alben wie Friss oder stirb. In Tracks wie Flashback und Kunstfreiheit thematisieren die Rapper diese Zeit.
2010 hatte Brinkmann zusammen mit anderen Mitgliedern von Hirntot Records einen Auftritt in dem Independent-Splatterfilm Violent Shit 4.0: Karl the Butcher vs Axe von Andreas Schnaas und Timo Rose.
In einer Textanalyse des Nachrichtenmagazins Der Spiegel zum Thema „Sexismus im Rap“ aus dem Jahr 2020 belegte er im Ranking der Rapper „mit den durchschnittlich meisten sexistischen Begriffen pro Song“ Platz 5.
Seit Anfang 2021 ist er Mitglied des Podcast Ohne Sinn & Aber, zusammen mit dem YouTuber Tommy „Trollwut“ und dem Produzenten Robbster. Der Podcast gehört zum Genre Impro Comedy; die Teilnehmer erzählen hauptsächlich Anekdoten aus dem Alltag und kommentieren das Tagesgeschehen. Seit Mitte 2022 erscheinen nur noch unregelmäßig Folgen.
2022 bezeichnete er in einem Interview sein Debütsoloalbum Lady Bitch Gay, das als Diss gegen Lady Bitch Ray konzipiert war, als „komplett dämliche Idee“, und sagte, er fände Şahin eigentlich „sympathisch“.
Brinkmann ist römisch-katholisch und privat mit dem Politikwissenschaftler Marcel Lewandowsky befreundet, den er seit der Schulzeit kennt. Mit ihm verfasste er eine Kurzgeschichte, die im Januar 2021 in der Anthologie Urban Fantasy: going intersectional veröffentlicht wurde.

## Diskografie
Soloalben
- Lady Bitch Gay (2008)
- Der Teenieslasher (2009)
- Hurensohn Holocaust Zero (2010)[16]
- Krieche aus der Tiefe (2011)
- Hurensohn Holocaust Chroniken #1 (2011) (indiziert)[17][18]
- Hurensohn Holocaust Chroniken #2 (2012)
- Der Spermanist (2013)
- Krieche aus der Hölle (2013)
- Schwartz auf Weiss (2014)
- Bis du Schwartz siehst (2015)
- Schwartz (2017)
- Lockdown (2022)
- Höllensturz (2022)
- Nachtmensch (2024)
- Metallschädel (2025)

EPs
- Geliebte Mutti (2009)
- Altersgeilheit (2012)
- Schatten (2019)
- Vorschlaghammer Vol. 1 (Bonus EP zum Album 'Metallschädel) (2025)

Kollaborationen
- Blokkmonsta & Schwartz – Flüsse aus Blut (2006)
- Blokkmonsta & Schwartz – 2050 (2008)
- Blokkmonsta & Schwartz – Desperados (2008)
- Blokkmonsta, Uzi & Schwartz – Im Fadenkreuz: Die wahre Geschichte der Hassrapper (2008)
- Blokkmonsta & Schwartz – Friss oder Stirb (2009) (indiziert)
- Dr. Jekyll & Schwartz – Mörder sprechen nicht (2009) (indiziert)
- Blokkmonsta & Schwartz – Todesschwadron (2011)
- Schwartz & Rako – Nekromantik (2011)
- Orgasmus & Schwartz – Folterkeller der Zombienutten (2011)
- Blokkmonsta & Schwartz – 2060: Zeugen der Apokalypse (2013)
- Blokkmonsta & Schwartz – Flüsse aus Blut 2 (2017)
- Schwartz & Nils Davis – Voll auf Modus (2017) (Ausschließlich auf Tape erschienen)

Labelsampler
- Hirntot Records: Greatest Hits (2006) (indiziert und bundesweit beschlagnahmt)
- Hirntot Records: Süsses Sonst Stich 3 (2007) (indiziert und bundesweit beschlagnahmt)
- Hirntot Records: Legenden Sterben Nie (2007) (indiziert und bundesweit beschlagnahmt)
- Hirntot Records: Greatest Hits 2 (2008)
- Hirntot Records: Im Zeichen der Sturmmaske (2012)
- Hirntot Records: HT100 (2016)

## Bibliografie
- In der U-Haft eines weiteren Abends, KRASH, Neuss 2011, ISBN 978-3-937846-07-1 (Gedichtband)
- Vantablack, Ach Je, Berlin 2018, ISBN 978-3-947720-26-2 (Gedichtband)
- Skorpionmond, Ach Je, Berlin 2020, ISBN 978-3-947720-48-4 (Gedichtband)
- Du scheinst wie aus Dunkelheit, Ach Je, Berlin 2021, ISBN 978-3-947720-88-0 (Gedichtband)
- Gewalt und Poesie. Ein literarischer Dialog (zusammen mit Jess Tartas), Frohmann Verlag, Berlin 2023, ISBN 978-3-947047-98-7 (Anthologie)